# خواجه خضر
بنای خواجه خضر مربوط به دوره قاجار است و در بیرجند، خیابان شهیدمنتظری ـ کوچه پست قدیم واقع شده و این اثر در تاریخ ۱۱ مرداد ۱۳۷۶ با شمارهٔ ثبت ۱۸۸۳ به‌عنوان یکی از آثار ملی ایران به ثبت رسیده است.